# شناسه محتویات یکتا
شناسه محتویات یکتا (UNII) (به انگلیسی: Unique Ingredient Identifier) یک شناسه بدون مالکیت، رایگان، منحصر به فرد، نامبهم، غیرمعنایی، و متشکل از حروف و اعداد است که به ساختار مولکولی یک ماده یا اطلاعات توصیفی آن منتسب می‌شود و توسط سیستم جهانی ثبت مواد (GSRS) و سازمان غذا و دارو (FDA)تولید شده‌است.
GSRS برای تولید شناسه‌های ثابت و منحصر به فرد برای مواد موجود در محصولات تأیید شده استفاده می‌شود، مانند مواد تشکیل دهنده مواد مخدر و محصولات بیولوژیکی. GSRS از ساختار مولکولی، پروتئینی، توالی‌های هسته ای و اطلاعات توصیفی، مانند اطلاعات تاکسونومی، برای تولید UNII استفاده می‌کند. ابزار اصلی برای تعریف یک ماده شیمیایی، ساختار مولکولی دو بعدی و شیمی فضایی است که مولکول به خود می‌گیرد. پروتئین‌ها و اسیدهای نوکلئیک توسط توالی آنها و هر گونه تغییراتی که ممکن است وجود داشته باشد تعریف می‌شوند. پلیمرها توسط واحدهای تکراری سازنده و خواص فیزیکی شان، مانند وزن مولکولی یا خواص مربوط به وزن مولکولی (به عنوان مثال ویسکوزیته) تعریف می‌شوند. موادی که از لحاظ آرایه ساختاری متنوع هستند (به عنوان مثال در گیاه‌شناسی) با اطلاعات آرایه‌شناسی و به همراه بخشی یا قسمتی از مواد تعریف می‌شوند.
GSRS یک سیستم نرم‌افزاری با امکان نشر مجانی است که از طریق همکاری‌های بین FDA و NIH/NCATS تهیه شده‌است. GSRS برای پیاده‌سازی استاندارد ISO 11238 که یکی از اصلی‌ترین استانداردهای شناسایی محصولات دارویی در ISO است (IDMP) ایجاد شده‌است. هیئت مدیریت GSRS که GSRS را اداره می‌کند شامل کارشناسان FDA، آژانس‌های نظارتی اروپا و مرجع دارویی ایالات متحده (USP) است.

## مثال‌ها
| Preferred Term     | UNII       |
| ------------------ | ---------- |
| متادون هیدروکلراید | 229809935B |
| متادون             | UC6VBE7V1Z |
| آب                 | 059QF0KO0R |